# 蘇花古道

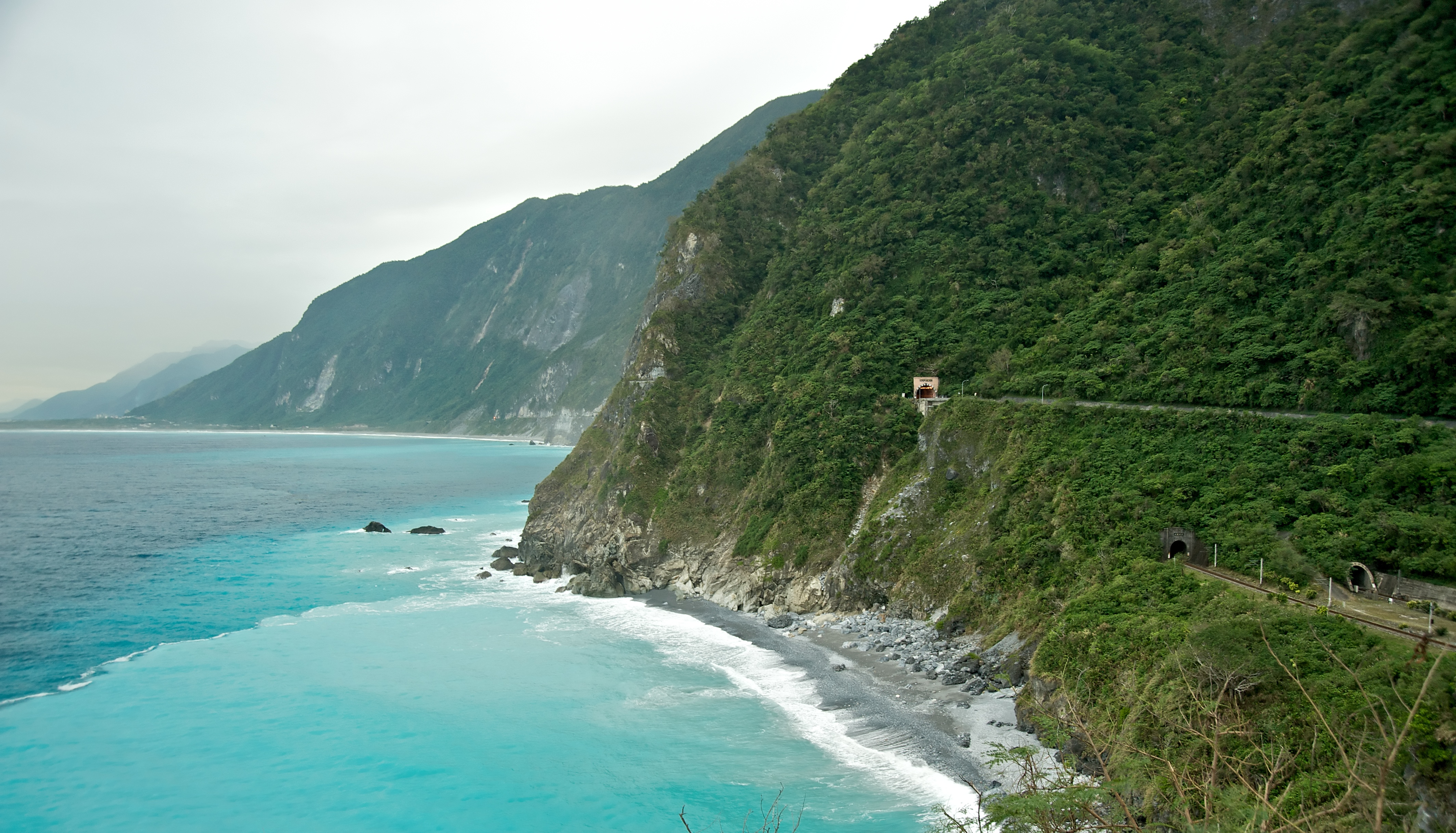
清水斷崖

蘇花古道是一條開發於古時的人行道路，該道路起自蘇澳、終於花蓮。該道路雖為蘇花公路前身之一，但路線並非完全沿海修築。該道路之早期前身之一為沈葆禎在實行開山撫番政策時所下令修築之「北路」。

## 外部連結
- 自然步道 - 蘇花古道：大南澳越嶺段 - 山林悠遊網 （页面存档备份，存于）
- 清代北路(蘇花古道)調查研究報告 （页面存档备份，存于）
- 大南澳步道、朝陽步道、九寮溪步道 輝哥的天空 （页面存档备份，存于）
- 【宜蘭】蘇花古道-大南澳越嶺段 健行筆記 （页面存档备份，存于）